# Herdis von Magnus
Herdis von Magnus, född 23 september 1912 i Bogense, död 15 mars 1992 i Gentofte, var en dansk läkare, virolog och polioexpert.
von Magnus ledde tillsammans med sin make, Preben von Magnus, det första poliovaccinationsprogrammet i Danmark. Hon var medlem av FN:s expertkommitté för virussjukdomar, och chef för ett av WHO:s referenscenter för enterovirus.

## Utmärkelser
- Riddare av Dannebrogorden,  1977[3]

[Redigera Wikidata]